# Vasostoma spiratum
Vasostoma spiratum är en rundmaskart som beskrevs av Christian Wieser 1954. Vasostoma spiratum ingår i släktet Vasostoma och familjen Comesomatidae. Inga underarter finns listade i Catalogue of Life.